# Deborah Feldman

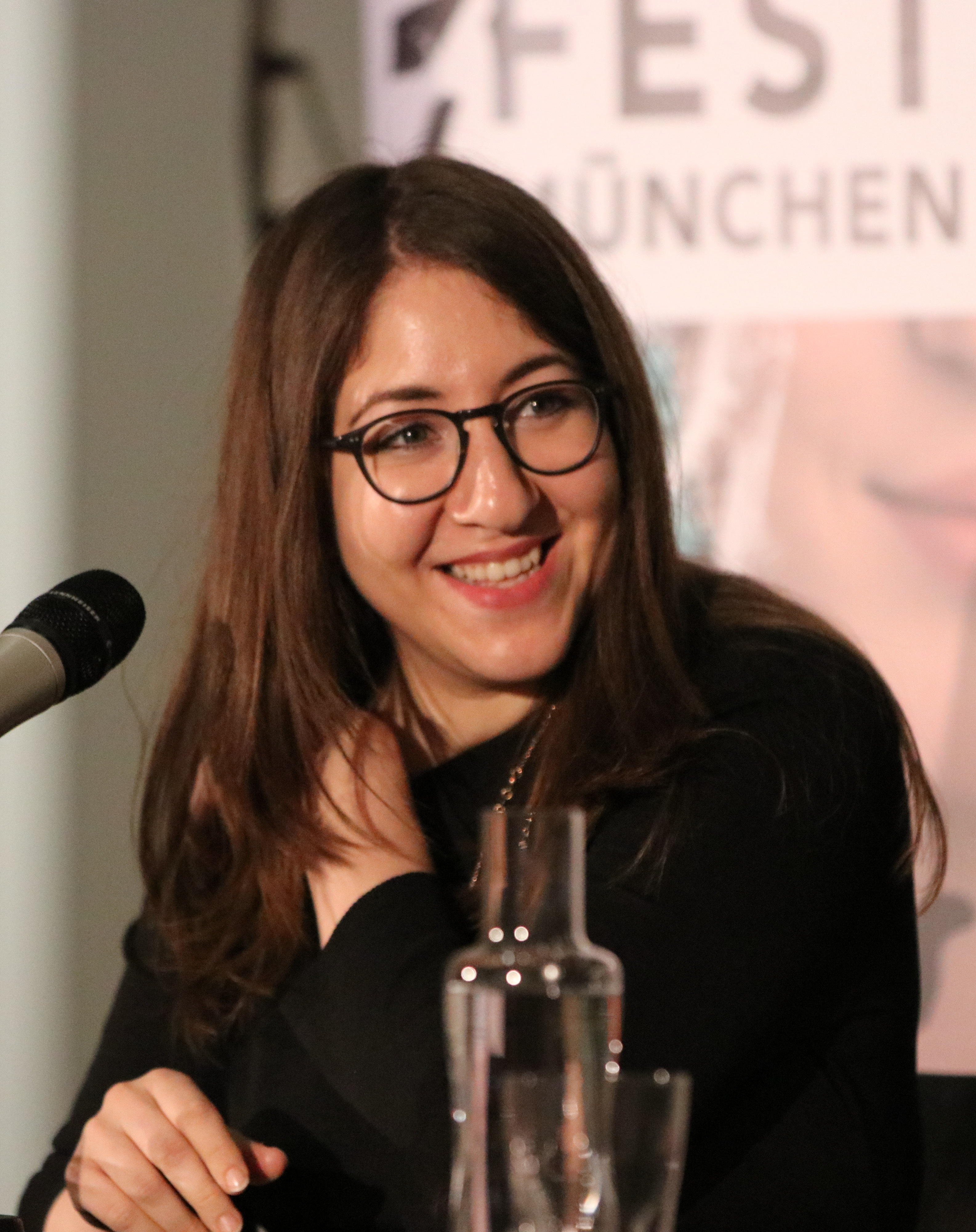
Deborah Feldman auf dem forum:autoren des Literaturfests München 2017

Deborah Feldman (* 17. August 1986 in New York) ist eine US-amerikanisch-deutsche Schriftstellerin und Publizistin. In ihrem autobiografischen Debüt Unorthodox (2012) beschrieb sie ihre Kindheit und Jugend in der ultraorthodoxen jüdischen Glaubensgemeinschaft der Satmarer im New Yorker Stadtteil Williamsburg. Das Buch war in den USA sehr erfolgreich und wurde millionenfach verkauft, 2016 erschien es in deutscher Sprache. 2020 adaptierte Netflix das Buch unter gleichem Titel als Mini-Serie.

## Leben
Deborah Feldman wuchs in bescheidenen Verhältnissen im stark jüdisch geprägten Brooklyner Stadtteil Williamsburg auf. Ihre Familie gehört der jüdischen Glaubensgemeinschaft der Satmarer Chassiden an. Die Eltern, deren Ehe von Verwandten arrangiert worden war, lebten getrennt, da die Mutter die Glaubensgemeinschaft verlassen hatte; der Vater war geistig behindert und konnte nicht für die Tochter sorgen.
Deborah Feldman wuchs bei ihren Großeltern auf, ursprünglich aus Ungarn stammenden Holocaustüberlebenden, die streng nach den Regeln der Satmarer lebten und das Kind dementsprechend erzogen. Die Satmarer Chassiden, die den Holocaust als Strafe Gottes für angeblich mangelnde Frömmigkeit und übertriebene Assimilierung von Juden in Europa verstehen, leben ein abgeschiedenes Leben, dessen Alltag von vielen Verboten geprägt ist, um so einen befürchteten zweiten Holocaust zu verhindern. „Wir lernen in der Schule, Gott habe Hitler gesandt, um die Juden dafür zu bestrafen, sich selbst erleuchtet zu haben. Er kam, um uns zu reinigen, um alle assimilierten Juden zu vernichten, alle frejen Jidden, die dachten, sie könnten sich selbst vom Joch, die Auserwählten zu sein, befreien“, schrieb Feldman in Unorthodox. Die Satmarer Chassiden lehnen den Zionismus und die Existenz des Staates Israel ab, da sie glauben, die Juden verstießen damit gegen Gottes Willen, der sie dazu bestimmt, bis zum Erscheinen des Messias in der Diaspora leben zu müssen.
Deborah Feldmans Muttersprache ist Jiddisch, die englische Sprache galt als zu „weltlich“. In Unorthodox beschreibt Feldman, dass sie schon als junges Mädchen unter strengen Kleidungsvorschriften litt; sie musste stets ihren Körper und ihr Haar vollständig bedecken und unpraktische und altmodische Kleidung tragen. Die Farbe Rot war verboten, da sie als Farbe des Teufels galt. Kontakte zu Nicht-Juden waren verpönt, es gab zunächst nicht einmal ein Radio im Haus, um sich von amerikanischer Popkultur und Nachrichten abzuschirmen. Die Ernährung war strikt koscher, und am Sabbat durften keine elektrischen Geräte bedient werden. Für Mädchen und Frauen gelten besonders während der Menstruation strenge Vorschriften bezüglich der rituellen Unreinheit des weiblichen Körpers (Nidda).
Feldman besuchte eine private religiöse Mädchenschule, in der die Schülerinnen sehr autoritär behandelt wurden, hauptsächlich Religionsunterricht erhielten und auf ein Leben als Ehefrau und Mutter vorbereitet wurden. Feldman stellte als Mädchen nicht die Religion in Frage, las jedoch heimlich englischsprachige Romane oder besuchte verbotenerweise mit einer Freundin ein Kino. Nach ihrem Schulabschluss arbeitete Feldman als Lehrerin an ihrer ehemaligen Schule, obwohl sie keine entsprechende Ausbildung hatte. Eine Ausbildung oder ein Studium war für sie als Frau nicht vorgesehen, da ihre Großeltern und andere Verwandte in dieser Zeit bereits nach einem geeigneten Ehemann für sie suchten.
Mit 17 Jahren ging Feldman mit dem sechs Jahre älteren Satmarer Chassiden Eli eine arrangierte Ehe ein. Sie hatte ihn vorher erst wenige Male getroffen. Das Paar zog nach der Hochzeit nach Airmont. Da Feldman sexuell kaum aufgeklärt und das Thema Sexualität mit starken Ängsten und Tabus verbunden war, entwickelte sie eine ausgeprägte Form des Vaginismus. Der Geschlechtsverkehr konnte zunächst nicht vollzogen werden. Wegen der von ihr erwarteten, jedoch ausbleibenden Schwangerschaft wurde Feldman von Verwandten unter Druck gesetzt und beschämt. Als sie 19 Jahre alt war, bekam sie einen Sohn. Als Mutter und Ehefrau lebte Feldman ein sehr bescheidenes und isoliertes Leben. Wie alle verheirateten Frauen der Gemeinschaft musste sie ihr echtes Haar abrasieren und eine Perücke (jiddisch: Scheitel) tragen. Das Verhältnis zu ihrem Ehemann kühlte sich ab, da beide wenig gemeinsam hatten. Ohne das Wissen ihres Mannes schrieb Feldman sich am Sarah Lawrence College ein, um englische Literatur zu studieren. Sie trug heimlich Jeans und ließ ihr Haar wachsen. In dieser Phase reifte in ihr der Entschluss, die Satmarer zu verlassen, sobald ihr Sohn drei Jahre alt werde, da er in diesem Alter bereits eine religiöse Schule (Cheder) hätte besuchen müssen.
Seit November 2014 lebt Deborah Feldman mit ihrem Sohn in Berlin. Im Herbst 2023 heiratete sie erneut. Zu ihrer Herkunftsfamilie und deren religiöser Gemeinschaft hat sie keinen Kontakt mehr, nach eigenem Bekunden gilt sie dort als Verräterin, die es verdiene, verstoßen und für tot erklärt zu werden. Berlin sei für sie „der Ort in der Welt, an dem alle Heimatlosen zu Hause sind“, sagte Feldman in einem Interview, dennoch habe sie dort Erfahrungen mit verschiedenen Varianten des Antisemitismus gemacht.
Feldman ist eine der Protagonistinnen des schweizerisch-deutschen Dokumentarfilms #Female Pleasure (2018).

## Werk
Ihren ersten schriftstellerischen Erfolg hatte Feldman der Autobiografie zufolge mit einem viel gelesenen und kommentierten anonymen Blog, in dem sie ihre Probleme mit der Unterordnung als chassidische Frau beschrieb und sehr offen ihre sexuellen Schwierigkeiten darstellte. Nach einem Autounfall beschloss Feldman, endgültig mit ihrer Familie und der Religionsgemeinschaft zu brechen, und zog mit ihrem Sohn weg. 2012 veröffentlichte sie das autobiografische Buch Unorthodox, das sofort auf der Bestsellerliste der New York Times erschien und zwischenzeitlich vergriffen war.
In ihrem 2015 veröffentlichten Buch Exodus: A Memoir beschreibt sie, wie sie als alleinerziehende Mutter in der ihr noch fremden nicht-jüdischen Welt weiterlebte.

### Unorthodox(2012)
In Deutschland erschien die Übersetzung von Unorthodox im unabhängigen Secession Verlag für Literatur und wurde zum Spiegel-Bestseller. Im selben Verlag veröffentlichte sie 2017 auch ihr auf Englisch verfasstes Buch Überbitten in deutscher Übersetzung. Nach dem großen Erfolg ihrer Bücher in Deutschland verließ Deborah Feldman den Secession Verlag und wechselte zur Verlagsgruppe Penguin Random House. Im zu dieser Gruppe gehörenden Luchterhand Literaturverlag war für September 2021 ein Roman unter dem Titel Miriam angekündigt, der aber nicht erschien.
Das Buch wurde in den USA und in Deutschland sehr positiv besprochen. Florian Felix Weyh befand im Deutschlandfunk: „Die Frage, wo religiöse Toleranz enden muss, bleibt im Text offen, doch Deborah Feldmans Unorthodox wäre ein guter Anlass, sie einmal nicht am Muster des radikalen Islam zu debattieren, sondern den Universalitätsanspruch der Aufklärung gegenüber allen Religionen zu erneuern: Das Individuum hat ein Recht auf Wachstum jenseits sektiererischer Bevormundung. Ein mutiges und wichtiges Buch der heute in Berlin lebenden Autorin – und ein starkes Lektüreerlebnis obendrein.“
Ijoma Mangold schrieb in der Zeit: „Dies ist eine unglaubliche Geschichte, die man atemlos liest, weil das Fremde, völlig aus der Zeit Gefallene gleich nebenan wohnt – nämlich mitten im Hipsterbezirk von Brooklyn, in Williamsburg. (…) Und doch hat Deborah Feldman auch zarte Töne für ihre Herkunftswelt, dann scheint etwas von der spirituellen Kraft und der talmudischen Gelehrsamkeit ihrer Großeltern auf.“
In der Berliner Zeitung schrieb Julia Haak: „An Deborah Feldman sind die Satmarer gescheitert. Das weiß man schon beim Lesen. Sonst gäbe es das Buch nicht, in dem sie unaufgeregt und reflektiert ihr Erwachen beschreibt. Sie spricht so bestimmt, wie sie schreibt, kein hilfloser, entwurzelter Mensch sitzt in dem Café in Kreuzberg, sondern eine junge Frau, die viel Zeit hatte nachzudenken und gelernt hat, ein selbstbestimmtes Leben zu führen.“
Am 26. März 2020 veröffentlichte Netflix mit Unorthodox eine vierteilige Serie mit Shira Haas in der Hauptrolle. Weitere Rollen spielten Jeff Wilbusch und Amit Rahav, Regie führte Maria Schrader.

### Judenfetisch(2023)
2023 erschien Feldmans deutschsprachiger autobiografischer Essay Judenfetisch. In dem Buch setzt sich die Autorin damit auseinander, wie sich jüdische Identität jenseits von Religion konstituiert. Das Buch kreist um die Frage, wie ein säkulares, kulturelles Judentum heute beschaffen sein kann.
In der Jüdischen Allgemeinen äußerte sich Daniel Killy kritisch dazu: „Ihr unbändiger Hass auf den Zionismus allerdings scheint aus demselben Holz geschnitzt wie die radikale Ablehnung Israels durch die Satmarer. […] Dieses Buch ist toxisch von der ersten bis zur letzten Seite. Was den Verlag bewogen haben mag, es so auf den Markt zu bringen, das bleibt – abgesehen von der Hoffnung auf einen weiteren Bestseller – im Dunkeln.“
Björn Hayer lobt dagegen Feldmans „angriffslustigen literarischen Wurf“ in der Frankfurter Rundschau. „Auch wenn es in diesen Tagen wie ein Tabubruch anmutet, plädiert die […] Autorin für eine Fokusverschiebung. Da das Erbe, diese schwere ‚Geschichte des Leidens‘, wie ein Amboss auf ihren Schultern zu liegen scheint, erhalte die Gegenwart des Jüdischseins kaum Raum. […] Wo es Jüdinnen und Juden an einer intrinsischen Selbstbeschreibung mangele, dominieren nach Ansicht der Autorin der Opferstatus und die permanente Auseinandersetzung mit vergangenen und aktuellen ‚Feinden‘.“

## Kontroversen
Feldman warf Israel in der Talkshow Markus Lanz vor, die (oppositionell gesinnten) Opfer des Hamas-Terrorangriffs 2023 für den Israel-Gaza-Krieg zu instrumentalisieren und gegen Andersdenkende mit dem Antisemitismus-Vorwurf vorzugehen. Der deutschen Außenpolitik warf sie vor, Wiedergutmachung auf die bedingungslose Unterstützung Israels zu beschränken.
Feldman sprach Mirna Funk und Philipp Peyman Engel deren jüdische Identität ab, wofür sie rechtlich belangt wurde.

## Veröffentlichungen
- Unorthodox – The Scandalous Rejection of My Hasidic Roots. Simon and Schuster, New York 2012, ISBN 978-1-4391-8700-5.
  - Unorthodox. Übersetzung Christian Ruzicska. Secession Verlag, Zürich 2016, ISBN 978-3-905951-79-0.
- Exodus: A Memoir. Plume, 2015, ISBN 978-0-14-218185-0.
  - Überbitten. Übersetzung Christian Ruzicska. Secession Verlag für Literatur, Zürich 2017, ISBN 978-3-906910-00-0.
- Judenfetisch.  Luchterhand Verlag, München 2023. ISBN 978-3-630-87751-8.